# Колєв Олег Вікторович
Олег Вікторович Колєв (нар. 9 травня 1973, с. Сухолужжя, Білгород-Дністровський район, Одеська область) — український журналіст, політик. Народний депутат України 9-го скликання.

## Життєпис
Закінчив історичний факультет Ізмаїльського державного педагогічного інституту, а також Національний університет «Одеська юридична академія» (спеціальність «Правознавство»).
Працював вчителем історії, був журналістом регіональних медіа.
Колєв є директором ПП "Редакція газети «Придунайські вісті».

## Політична діяльність
Кандидат у народні депутати від партії «Слуга народу» на парламентських виборах у 2019 році (виборчий округ № 134, Малиновський район міста Одеси). На час виборів: керівник ПП "Редакція газети «Придунайські вісті», безпартійний. Проживає в м. Ізмаїл Одеської області.
Член Комітету Верховної Ради з питань правоохоронної діяльності.